# RCW 80
RCW 80 è una nebulosa a emissione visibile nella costellazione australe del Centauro.
Appare come una nube estesa e diffusa situata nella parte meridionale della costellazione, immersa nei ricchi campi stellari della Via Lattea australe a breve distanza angolare dell'ammasso aperto NGC 5281. Data la sua declinazione fortemente australe, la sua osservazione è possibile solo dalle regioni dell'emisfero australe terrestre e da quelle tropicali dell'emisfero boreale; dall'emisfero sud appare circumpolare fino alle latitudini subtropicali. Il periodo più indicato per la sua osservazione nel cielo serale va da marzo ad agosto.
Si tratta di una grande regione H II molto evoluta, situata sul Braccio del Sagittario alla distanza di circa 3500 parsec (11400 anni luce); le fonti della sua ionizzazione sarebbero la supergigante blu HR 5171B, di classe spettrale B0IP, e la supergigante HD 119646, di classe B2Ia, situate alla medesima distanza. Alla regione H II è associata una nube molecolare gigante, la cui massa, in base alle emissioni 12CO, è stata calcolata attorno a 2,3x106 M⊙, mentre a breve distanza da essa si trova il resto di supernova SNR G309.2-00.6.
Al suo interno sono attivi dei fenomeni di formazione stellare, come è testimoniato dalla presenza di alcune sorgenti di radiazione infrarossa, fra le quali spicca IRAS 13431-6224, e tre maser, di cui uno a idrossido, uno ad acqua e uno a metanolo. I processi in atto interessano sia la formazione di stelle di piccola massa, rilevabili nel vicino e medio infrarosso, sia le stelle di grande massa; sono state individuate diverse sorgenti coincidenti con giovani protostelle di Classe I e Classe II profondamente immerse nei gas in cui si sono originate, e T Tauri classiche e stelle Ae/Be di Herbig, circondate da un disco protoplanetario. Questi processi di formazione stellare sarebbero stati indotti dall'espansione della regione stessa nel mezzo interstellare, aumentandone la pressione e causando dei collassi locali. Circa 10 milioni di anni fa si sarebbe formata la prima generazione di stelle della regione, riunite in un'associazione OB, gran parte delle quali esplosero come supernovae circa 4-6 milioni di anni fa generando una superbolla in espansione; questa, assieme all'azione del vento stellare, diede luogo alla seconda ondata di formazione stellare, iniziata circa 1-3 milioni di anni fa e osservabile tuttora assieme ad una terza ondata di stelle ancora profondamente immerse nei gas. Questa serie di processi è anche responsabile della morfologia attuale della regione H II.